# Guernsey (Iowa)
Guernsey es una ciudad ubicada en el condado de Poweshiek en el estado estadounidense de Iowa. En el Censo de 2010 tenía una población de 63 habitantes y una densidad poblacional de 132,2 personas por km².

## Geografía
Guernsey se encuentra ubicada en las coordenadas 41°38′57″N 92°20′35″O / 41.64917, -92.34306. Según la Oficina del Censo de los Estados Unidos, Guernsey tiene una superficie total de 0.48 km², de la cual 0.48 km² corresponden a tierra firme y (0%) 0 km² es agua.

## Demografía
Según el censo de 2010, había 63 personas residiendo en Guernsey. La densidad de población era de 132,2 hab./km². De los 63 habitantes, Guernsey estaba compuesto por el 100% blancos, el 0% eran afroamericanos, el 0% eran amerindios, el 0% eran asiáticos, el 0% eran isleños del Pacífico, el 0% eran de otras razas y el 0% pertenecían a dos o más razas. Del total de la población el 3.17% eran hispanos o latinos de cualquier raza.